# 尼采号驱逐舰
尼采号驱逐舰（USS Nitze (DDG-94)）是美国海军阿利·伯克级驱逐舰的第四十四艘，以美国海军部长保罗·尼采命名。
尼采号驱逐舰于2002年9月20日在缅因州巴斯的巴斯钢铁厂安放龙骨，2004年4月3日下水，2005年3月5日服役。